# 安田真理
安田 真理（やすだ まり、1978年7月19日 - ）は、日本の政治家、フリーアナウンサー。立憲民主党所属の東京都杉並区議会議員（1期）。フリーアナウンサーとしてはエス・オー・プロモーション所属。

## 来歴
石川県金沢市出身。石川県立金沢二水高等学校を経て、2002年3月、金沢大学教育学部保健体育コース卒業。同年から4年間、NHK富山放送局にて契約キャスターとして勤務。
契約満了後、帰郷し2006年石川テレビに入社、2012年3月31日をもって同社を退職。
石川県内の地上デジタル放送推進大使ではただ一人の地元出身者であった。ただ、仕事の都合によっては同僚に代役を任せる場合もあった。
女優として脚本・鈴木三世、磐木大、中島彰則、演出・黒田アーサー『バイオハザードカフェで朝食を』に出演。
2018年、法政大学大学院社会学研究科修士課程（メディアコース）修了。
2019年2月17日の神戸新聞朝刊にて、7月に行われる第25回参議院議員通常選挙において立憲民主党公認候補として兵庫県選挙区（改選数3）から立候補することが報道された。選挙戦では連合兵庫の推薦も受け、434,846票を獲得したが、次点の4位で落選となった。落選後、水岡俊一の秘書に就任した。
2020年3月、立憲民主党の衆議院兵庫県第7区総支部長に就任し、次期衆院選での立候補が内定した。同年9月29日、旧立憲民主党と旧国民民主党の合流新党である「立憲民主党」は常任理事会を開き、安田を次期衆院選兵庫7区公認候補に内定した。
2021年10月31日、第49回衆議院議員総選挙で小選挙区では3位に終わり、重複立候補していた比例近畿ブロックでも比例復活には及ばず落選した。落選後、兵庫7区総支部長の職を返上し、吉田晴美の公設第一秘書に転じた。
2023年4月23日執行の杉並区議会議員選挙に立憲民主党公認で立候補し、トップ当選となった。

## 人物
- 実家は金沢市の西南塾運営(閉業)。弟が居る。
- 特技は1歳から始めたスキーで、国民体育大会冬季大会に8回出場した[10]。社会人になってからもアルペン大回転成年女子Bの部で地元石川県代表として2007年から3年連続で出場しており、成績は37位（2007年）、35位（2008年）、36位（2009年）である。以前は回転が得意だったが、最近は大回転が得意である。

## 担当番組
NHK富山放送局
- とやま 夢・航海（3年間斉藤孝信と、1年間吉田一貴と最初の2年間は毎日、後の2年間は島永吏子と隔週で交替。「何でもカルチャー」などでは製作も担っていた。
- お元気ですか日本列島 - 中継リポーター

石川テレビ
- FNNスピーク（全国ニュース・2008年7月28日～8月1日。夏休み中の島田彩夏の代理） 出演した最初のニュースは55年ぶりの金沢浅野川氾濫であった。
- ウオーキングプラス絶景日本の温泉グルメ歩き〜FNSイケメン＆美人アナ大集合SP〜（2008年12月30日）

※戸部洋子（フジテレビ）・牧尾結衣（テレビ西日本）・竹下佳奈（元山陰中央テレビ）・デーブ・スペクターなどと共演。
- FNSの日26時間テレビ2010超笑顔パレード 絆 爆笑!お台場合宿!!（2010年7月24・25日）

※FNS27局対抗!三輪車12時間耐久レースO-1グランプリ2010の参加ドライバーとして出演。このため、「アナログ放送終了1年前及び珠洲市アナログ放送終了」関連のイベントは小坂知里に代役を任せた。
- FNN石川テレビスーパーニュース（月・火・水曜日キャスター）
- 石川テレビマンスリーノート

フリー
- ラグジードライブ（BSフジ）
- 江戸川区民ニュース
- TOKYOインフォメーション（TOKYO MX） 月〜水曜日担当、 2013年10月-2016年9月
- スーパーJチャンネル（テレビ朝日）"きょうナビ" レポーター
- モーニングCROSS（TOKYO MX）
- STOCKVOICE International "WORLD MARKETZ" 木曜日アシスタント（USTREAM)

ラジオ
- 玉川美沙 ハピリー（文化放送）番組内ニュース担当 2012年10月6日-2014年9月27日

## その他活動歴
- 地上デジタル放送推進大使（石川テレビ担当）
- 一日合同行政相談所所長（2008年10月24日、香林坊大和で開催）

## 政策・主張

### 憲法
- 憲法改正について、2019年、2021年のアンケートで「どちらとも言えない」と回答[11][12]。
- 憲法9条への自衛隊の明記について、2021年のアンケートで「反対」と回答[13]。
- 憲法を改正し緊急事態条項を設けることについて、2021年の毎日新聞社のアンケートで「反対」と回答[14]。

### 外交・安全保障
- 「他国からの攻撃が予想される場合には敵基地攻撃もためらうべきではない」との問題提起に対し、2021年のアンケートで「反対」と回答[12]。

- 「北朝鮮に対しては対話よりも圧力を優先すべきだ」との問題提起に対し、2019年、2021年のアンケートで「どちらともいえない」と回答[11][12]。

- 普天間基地の辺野古移設について、2021年のアンケートで「反対」と回答[12]。

- 徴用工訴訟などの歴史問題をめぐる日韓の関係悪化についてどう考えるかとの問いに対し、2021年の毎日新聞社のアンケートで「政府の今の外交方針でよい」と回答[14]。

### ジェンダー
- 選択的夫婦別姓制度の導入について、2019年、2021年のアンケートで「賛成」と回答[11][12]。
- 同性婚を可能とする法改正について、2019年、2021年のアンケートで「賛成」と回答[11][12]。
- 「LGBTなど性的少数者をめぐる理解増進法案を早期に成立させるべきか」との問題提起に対し、2021年のアンケートで「賛成」と回答[12]。
- クオータ制の導入について、2021年のアンケートで「賛成」と回答[13]。

### その他
- アベノミクスについて、2019年のアンケートで「どちらかといえば評価しない」と回答[11]。

- 森友学園への国有地売却をめぐる公文書改竄問題で、2021年5月6日、国は「赤木ファイル」の存在を初めて認めた[15]。しかし5月13日、菅義偉首相はファイルの存在を踏まえた再調査を行わない考えを報道各社に書面で示した[16]。9月の自民党総裁選挙で総裁に選出された岸田文雄も10月11日、衆議院本会議の代表質問で再調査の実施を否定した[17]。国の対応をどう考えるかとの同年の毎日新聞社のアンケートに対し「さらに調査や説明をすべきだ」と回答[14]。

- 「治安維持のためプライバシーや個人の権利の制約は当然だ」との問題提起に対し、2019年のアンケートで「反対」と回答[11]。2021年のアンケートで「どちらかと言えば反対」と回答[12]。

## 選挙歴
| 当落 | 選挙                     | 執行日         | 年齢 | 選挙区       | 政党         | 得票数     | 得票率 | 定数 | 得票順位 /候補者数 | 政党内比例順位 /政党当選者数 |
| ---- | ------------------------ | -------------- | ---- | ------------ | ------------ | ---------- | ------ | ---- | ------------------ | ---------------------------- |
| 落   | 第25回参議院議員通常選挙 | 2019年07月21日 | 41   | 兵庫県選挙区 | 旧立憲民主党 | 43万4846票 | 19.78% | 3    | 4/6                | /                            |
| 落   | 第49回衆議院議員総選挙   | 2021年10月31日 | 43   | 兵庫県第7区  | 立憲民主党   | 6万4817票  | 25.56% | 1    | 3/3                | 6/3                          |
| 当   | 2023年杉並区議会議員選挙 | 2023年4月23日  | 44   | ーー         | 立憲民主党   | 6532票     | 3.22%  | 48   | 1/69               | /                            |